# Rumoi (Hokkaidō)

Este artigo é sobre a cidade, sobre a subprovíncia japonesa, veja subprovíncia de Rumoi.
Rumoi (留萌市; -shi) é uma cidade japonesa localizada na subprovíncia de Rumoi, na província de Hokkaido.
Em 2003 a cidade tinha uma população estimada em 27 701 habitantes e uma densidade populacional de 93,18 h/km². Tem uma área total de 297,30 km².
Recebeu o estatuto de cidade a 1 de Outubro de 1947.

## Referências

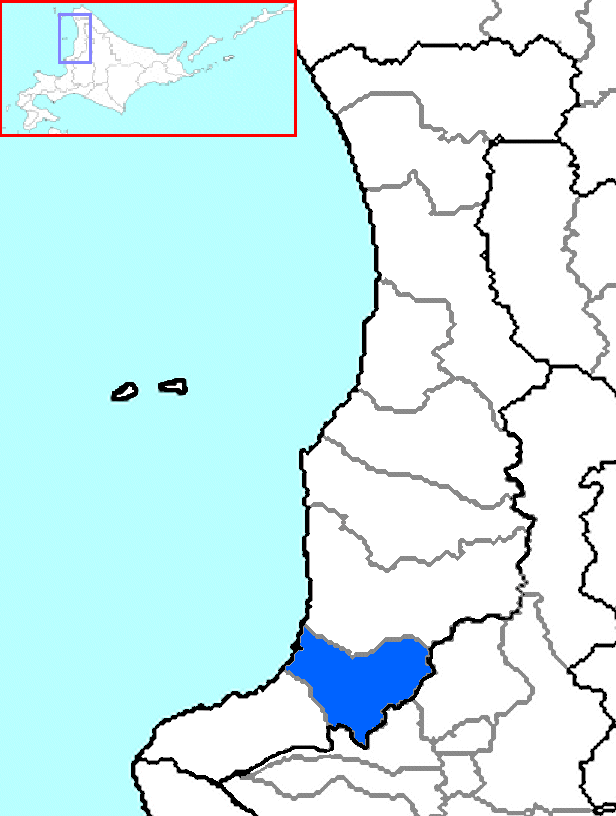